# Piyapong Pue-on
Piyapong Pue-on (tajl. ปิยะพงษ์ ผิวอ่อน, ur. 14 listopada 1959 w Prachuap Khiri Khan jako Padej Khankruea) – tajski trener i piłkarz, który występował na pozycji napastnika.
W latach 1981–1997 reprezentant Tajlandii w barwach której rozegrał 100 meczów, w których zdobył 70 goli i jest drugim najskuteczniejszym piłkarzem w historii reprezentacji, za Kiatisukiem Senamuangem.